# Легка атлетика на літніх юнацьких Олімпійських іграх 2018
Змагання з легкої атлетики на літніх юнацьких Олімпійських іграх 2018 року були проведені 11-17 жовтня на легкоатлетичному стадіоні, розташованому в парку «Polideportivo Roca» в Буенос-Айресі. Змагання з легкоатлетичного кросу були проведені на трасі, прокладеній у цьому самому парку.

## Регламент змагань
- За регламентом, до участі у змаганнях допускались юнаки та дівчата 2001 та 2002 років народження.
- Легкоатлетичні змагання на іграх складались з двох стадій — спортсмени виступали в кожній дисципліні (крім бігу на 1500, 3000 метрів та 2000 метрів з перешкодами) два рази. Місце кожного спортсмена у відповідній дисципліні визначалось за сумою результатів, показаних ним на обох стадіях — володар найменшої суми визначався переможцем.
- У бігу на 1500, 3000 метрів та 2000 метрів з перешкодами на першій стадії атлети стартували у своїх дисциплінах. На другій стадії кожен мав пробігти легкоатлетичний крос (4 кілометри). За результатами обох стадій, місце кожного спортсмена визначалось за сумою місць, які він посів у заліку кожної стадії (для цього у кросі рейтинг визначався окремо для спортсменів кожної з трьох дисциплін), а володар найменшої суми визначався переможцем[1][2].

## Призери

### Юнаки

#### Дисципліни на доріжці стадіону
| Дисципліни             | Золото                      | Золото                         | Срібло                    | Срібло                         | Бронза                               | Бронза                         |
| ---------------------- | --------------------------- | ------------------------------ | ------------------------- | ------------------------------ | ------------------------------------ | ------------------------------ |
| 100 метрів             | Люк Девідс ПАР              | 20,71 (10,56 + 10,15w)         | Алаба Акінтола Нігерія    | 21,00 (10,76 + 10,24w)         | Сейрьо Ікеда Японія                  | 21,12 (10,82 + 10,30w)         |
| 200 метрів             | Абделазіз Мохаммед Катар    | 41,78 (21,10 + 20,68)          | Антоніо Ватсон Ямайка     | 42,41 (21,33 + 21,08)          | Лукас Консейсан Бразилія             | 42,67 (21,68 + 20,99)          |
| 400 метрів             | Луїс Антоніо Авілес Мексика | 1.34,23 (47,45 + 46,78)        | Кеннеді Лучембе Замбія    | 1.34,34 (47,98 + 46,36)        | Ніколас Ремі США                     | 1.34,87 (47,60 + 47,27)        |
| 800 метрів             | Тасев Яда Ефіопія           | 3.39,76 (1.49,38 + 1.50,38)    | Мохаммед Алі Гуанед Алжир | 3.41,74 (1.50,08 + 1.51,66)    | Мехмет Челік Туреччина               | 3.41,79 (1.50,83 + 1.50,96)    |
| 110 метрів з бар'єрами | Овааб Барроу Катар          | 26,50 (13,33 + 13,17)          | Кенні Флетшер Франція     | 27,01 (13,76 + 13,25)          | Аддіс Вонг Лок Хей Гонконг           | 27,13 (13,74 + 13,39)          |
| 400 метрів з бар'єрами | Харуто Дегуті Японія        | 1.42,68 (51,40 + 51,28)        | Даніель Хуллер Угорщина   | 1.43,84 (51,98 + 51,86)        | Мохаммед Ель-Муаві Саудівська Аравія | 1.45,81 (52,76 + 53,05)        |
| Ходьба 5000 метрів     | Оскар Патін Еквадор         | 40.51,86 (20.13,69 + 20.38,17) | Сурадж Панвар Індія       | 40.59,17 (20.23,30 + 20.35,87) | Жан Моро Пуерто-Рико                 | 41.59,29 (21.05,25 + 20.54,04) |

#### Біг на середні дистанції + крос
| Дисципліна                       | Золото               | Золото                   | Срібло                 | Срібло                   | Бронза                | Бронза                   |
| -------------------------------- | -------------------- | ------------------------ | ---------------------- | ------------------------ | --------------------- | ------------------------ |
| 1500 метрів + Крос               | Жан Бутої Бурунді    | 4 очки (3.54,23 / 3 + 1) | Анасс Ессаї Марокко    | 4 очки (3.53,75 / 2 + 2) | Мелесе Нберет Ефіопія | 4 очки (3.52,95 / 1 + 3) |
| 3000 метрів + Крос               | Джексон Муема Кенія  | 4 очки (8.09,95 / 3 + 1) | Беріху Арегаві Ефіопія | 4 очки (8.09,17 / 2 + 2) | Оскар Челімо Уганда   | 4 очки (8.08,20 / 1 + 3) |
| 2000 метрів з перешкодами + Крос | Абрахам Сіме Ефіопія | 2 очки (5.34,94 / 1 + 1) | Баптіст Гюйон Франція  | 8 очок (5.50,18 / 6 + 2) | Абель Ямане Еритрея   | 9 очок (5.47,71 / 5 + 4) |

#### Технічні види
| Дисципліни         | Золото                    | Золото                   | Срібло                      | Срібло                   | Бронза                | Бронза                   |
| ------------------ | ------------------------- | ------------------------ | --------------------------- | ------------------------ | --------------------- | ------------------------ |
| Стрибки у висоту   | Чень Лун КНР              | 4,35 м (2,13 + 2,22)     | Оскар Маєрс Австралія       | 4,27 м (2,05 + 2,22)     | Олег Дорощук Україна  | 4,23 м (2,09 + 2,14)     |
| Стрибки з жердиною | Баптист Т'єрі Франція     | 10,37 м (5,05 + 5,32)    | Кадзукі Фурусава Японія     | 10,32 м (5,10 + 5,22)    | Дмитро Качанов Росія  | 10,32 м (5,20 + 5,12)    |
| Стрибки у довжину  | Лестер Лескай Куба        | 15,54 м (7,65 + 7,89w)   | Джошуа Коулі Австралія      | 15,53 м (7,71w + 7,82)   | Кокі Вада Японія      | 15,12 м (7,46w + 7,66w)  |
| Потрійний стрибок  | Хордан Діас Куба          | 34,18 м (17,14 + 17,04)  | Інех Оріцемеїва Нігерія     | 31,85 м (16,34w + 15,51) | Правін Читравел Індія | 31,52 м (15,84 + 15,68w) |
| Штовхання ядра     | Назарено Сасія Аргентина  | 43,19 м (21,94 + 21,25)  | Сін Цзялян КНР              | 41,74 м (20,85 + 20,89)  | Кармело Муши Італія   | 41,43 м (20,67 + 20,76)  |
| Метання диска      | Коннор Белл Нова Зеландія | 133,08 м (66,84 + 66,24) | Хорхе Контрерас Пуерто-Рико | 115,06 м (55,99 + 59,07) | Грацьян Козак Польща  | 114,92 м (55,40 + 59,52) |
| Метання молота     | Михайло Кохан Україна     | 171,11 м (85,97 + 85,14) | Валентин Андрєєв Болгарія   | 163,96 м (82,29 + 81,67) | Ван Ци КНР            | 155,36 м (79,46 + 75,90) |
| Метання списа      | Топіас Лайне Фінляндія    | 153,42 м (74,57 + 78,85) | Густаво Осоріо Аргентина    | 150,28 м (76,03 + 74,25) | Мартін Флоріан Чехія  | 150,24 м (74,00 + 76,24) |

### Дівчата

#### Дисципліни на доріжці стадіону
| Дисципліни             | Золото                           | Золото                         | Срібло                       | Срібло                         | Бронза                  | Бронза                         |
| ---------------------- | -------------------------------- | ------------------------------ | ---------------------------- | ------------------------------ | ----------------------- | ------------------------------ |
| 100 метрів             | Розмарі Чуквума Нігерія          | 23,20 (12,03 + 11,17w)         | Жюльєн Альфред Сент-Люсія    | 23,22 (11,99 + 11,23w)         | Габріела Суарес Еквадор | 23,26 (11,97 + 11,29w)         |
| 200 метрів             | Гвюдбйорг Б'ярнадоуттір Ісландія | 47,02 (23,55 + 23,47)          | Далія Каддарі Італія         | 47,69 (24,24 + 23,45)          | Летісія Ліма Бразилія   | 47,87 (24,16 + 23,71)          |
| 400 метрів             | Барбора Малікова Чехія           | 1.48,86 (54,18 + 54,68)        | Марі Шеппан Німеччина        | 1.50,06 (54,91 + 55,15)        | Нідді Мінгіліши Замбія  | 1.50,48 (55,16 + 55,32)        |
| 800 метрів             | Кілі Смолл Австралія             | 4.10,44 (2.05,68 + 2.04,76)    | Атінг Му США                 | 4.13,24 (2.08,01 + 2.05,23)    | Хірут Мешеша Ефіопія    | 4.14,60 (2.08,35 + 2.06,25)    |
| 100 метрів з бар'єрами | Грейс Старк США                  | 26,14 (13,31 + 12,83w)         | Софі Вайт Австралія          | 26,40 (13,39 + 13,01w)         | Акера Наджент Ямайка    | 26,41 (13,45 + 12,96w)         |
| 400 метрів з бар'єрами | Валерія Кабесас Колумбія         | 1.57,58 (59,19 + 58,39)        | Лубна Бенхаджа Алжир         | 2.00,68 (1.00,98 + 59,70)      | Карла Гарсія Іспанія    | 2.00,76 (1.00,84 + 59,92)      |
| Ходьба 5000 метрів     | Сі Жицо КНР                      | 45.03,49 (22.23,26 + 22.40,23) | Софія Елізабет Рамос Мексика | 45.58,97 (22.29,52 + 23.29,45) | Ольга Ф'яска Греція     | 46.10,02 (22.46,13 + 23.23,89) |

#### Біг на середні дистанції + крос
| Дисципліна                       | Золото               | Золото                   | Срібло                          | Срібло                   | Бронза                     | Бронза                   |
| -------------------------------- | -------------------- | ------------------------ | ------------------------------- | ------------------------ | -------------------------- | ------------------------ |
| 1500 метрів + Крос               | Едіна Джебіток Кенія | 2 очки (4.16,68 / 1 + 1) | Джейла Хенкок-Кемерон Австралія | 6 очок (4.18,44 / 2 + 4) | Лемлем Хайлу Ефіопія       | 7 очок (4.25,03 / 5 + 2) |
| 3000 метрів + Крос               | Сара Челангат Уганда | 2 очки (9.11,63 / 1 + 1) | Мерсі Керареї Кенія             | 4 очки (9.13,59 / 2 + 2) | Аберш Мінсево Ефіопія      | 6 очок (9.14,99 / 3 + 3) |
| 2000 метрів з перешкодами + Крос | Фенсі Чероно Кенія   | 2 очки (6.26,08 / 1 + 1) | Мекдес Абебе Ефіопія            | 5 очок (6.27,93 / 2 + 3) | Парамі Марістела Шрі-Ланка | 7 очок (6.33,06 / 3 + 4) |

#### Технічні види
| Дисципліни         | Золото                     | Золото                   | Срібло                   | Срібло                   | Бронза                       | Бронза                   |
| ------------------ | -------------------------- | ------------------------ | ------------------------ | ------------------------ | ---------------------------- | ------------------------ |
| Стрибки у висоту   | Ярослава Магучіх Україна   | 3,87 м (1,92 + 1,95)     | Марія Кочанова Росія     | 3,71 м (1,84 + 1,87)     | Джессіка Кяхяря Фінляндія    | 3,63 м (1,81 + 1,82)     |
| Стрибки з жердиною | Лені Вільдгрубе Німеччина  | 8,12 м (3,95 + 4,17)     | Емма Брентель Франція    | 7,82 м (3,90 + 3,92)     | Крістіна Концевенко Білорусь | 7,72 м (3,75 + 3,97)     |
| Стрибки у довжину  | Майте Бернарт Бельгія      | 12,32 м (6,01 + 6,31w)   | Клаудія Ендрес Угорщина  | 12,31 м (6,05 + 6,26w)   | Інгеборг Грюнвальд Австрія   | 12,31 м (6,11 + 6,20w)   |
| Потрійний стрибок  | Олександра Начева Болгарія | 27,62 м (13,76 + 13,86)  | Марія Вісенте Іспанія    | 27,43 м (13,76 + 13,67)  | Марія Привалова Росія        | 26,07 м (13,04 + 13,03)  |
| Штовхання ядра     | Лі Сіньхуей КНР            | 36,75 м (18,42 + 18,33)  | Єлізавета Дорц Білорусь  | 35,13 м (17,60 + 17,53)  | Дане Рутс ПАР                | 34,64 м (17,30 + 17,34)  |
| Метання диска      | Мелані Матеус Куба         | 108,65 м (53,70 + 54,95) | Віолетта Ігнатьєва Росія | 107,79 м (53,47 + 54,32) | Озлем Беджерек Туреччина     | 103,86 м (51,90 + 51,96) |
| Метання молота     | Валерія Іваненко Україна   | 146,98 м (74,90 + 72,08) | Раван Баракат Єгипет     | 136,17 м (69,67 + 66,50) | Алегна Осоріо Куба           | 127,00 м (63,69 + 63,31) |
| Метання списа      | Еліна Дженго Греція        | 125,08 м (63,34 + 61,74) | Хулейсі Ангуло Еквадор   | 115,03 м (59,82 + 55,21) | Мюневвер Ханджи Туреччина    | 114,47 м (57,41 + 57,06) |

## Медальний залік
| Місце | Країна            | Золото | Срібло | Бронза | Загалом |
| ----- | ----------------- | ------ | ------ | ------ | ------- |
| 1     | КНР               | 3      | 1      | 1      | 5       |
| 2     | Кенія             | 3      | 1      | 0      | 4       |
| 3     | Україна           | 3      | 0      | 1      | 4       |
| 3     | Куба              | 3      | 0      | 1      | 4       |
| 5     | Ефіопія           | 2      | 2      | 4      | 8       |
| 6     | Катар             | 2      | 0      | 0      | 2       |
| 7     | Австралія         | 1      | 4      | 0      | 5       |
| 8     | Австралія         | 1      | 3      | 0      | 4       |
| 9     | Нігерія           | 1      | 2      | 0      | 3       |
| 10    | Японія            | 1      | 1      | 2      | 4       |
| 11    | США               | 1      | 1      | 1      | 3       |
| 11    | Еквадор           | 1      | 1      | 1      | 3       |
| 13    | Аргентина         | 1      | 1      | 0      | 2       |
| 13    | Болгарія          | 1      | 1      | 0      | 2       |
| 13    | Німеччина         | 1      | 1      | 0      | 2       |
| 13    | Мексика           | 1      | 1      | 0      | 2       |
| 17    | Греція            | 1      | 0      | 1      | 2       |
| 17    | Уганда            | 1      | 0      | 1      | 2       |
| 17    | Фінляндія         | 1      | 0      | 1      | 2       |
| 17    | Чехія             | 1      | 0      | 1      | 2       |
| 17    | ПАР               | 1      | 0      | 1      | 2       |
| 22    | Бельгія           | 1      | 0      | 0      | 1       |
| 22    | Бурунді           | 1      | 0      | 0      | 1       |
| 22    | Ісландія          | 1      | 0      | 0      | 1       |
| 22    | Колумбія          | 1      | 0      | 0      | 1       |
| 22    | Нова Зеландія     | 1      | 0      | 0      | 1       |
| 27    | Росія             | 0      | 2      | 2      | 4       |
| 28    | Алжир             | 0      | 2      | 0      | 2       |
| 28    | Угорщина          | 0      | 2      | 0      | 2       |
| 30    | Білорусь          | 0      | 1      | 1      | 2       |
| 30    | Замбія            | 0      | 1      | 1      | 2       |
| 30    | Індія             | 0      | 1      | 1      | 2       |
| 30    | Іспанія           | 0      | 1      | 1      | 2       |
| 30    | Італія            | 0      | 1      | 1      | 2       |
| 30    | Пуерто-Рико       | 0      | 1      | 1      | 2       |
| 30    | Ямайка            | 0      | 1      | 1      | 2       |
| 37    | Єгипет            | 0      | 1      | 0      | 1       |
| 37    | Сент-Люсія        | 0      | 1      | 0      | 1       |
| 37    | Марокко           | 0      | 1      | 0      | 1       |
| 40    | Туреччина         | 0      | 0      | 3      | 3       |
| 41    | Бразилія          | 0      | 0      | 2      | 2       |
| 42    | Австрія           | 0      | 0      | 1      | 1       |
| 42    | Гонконг           | 0      | 0      | 1      | 1       |
| 42    | Польща            | 0      | 0      | 1      | 1       |
| 42    | Саудівська Аравія | 0      | 0      | 1      | 1       |
| 42    | Шрі-Ланка         | 0      | 0      | 1      | 1       |
| 42    | Еритрея           | 0      | 0      | 1      | 1       |